# クライブ・カッスラー
クライブ・エリック・カッスラー（Clive Eric Cussler, 1931年7月15日 - 2020年2月24日）は、アメリカの冒険小説作家、および海洋冒険家。ダーク・ピット・シリーズをはじめとして、多くのベストセラー作品を送り出し、ニューヨーク・タイムズのベストセラーリストに20回以上掲載されている。また自作の冒険小説に登場するのと同名のNUMA(National Underwater and Marine Agency)組織を設立し、60隻以上の沈没船と、そのほか多くの行方不明船を発見した。

## 生涯

### 生い立ち
イリノイ州オーロラ市で、父エリック・エドワード・カッスラー(Eric Edward Cussler)と母エイミー・アデリン(Amy Adeline)の間に誕生し、カリフォルニア州アルハンブラで育った。自伝によれば父エリックは第一次世界大戦でドイツ帝国陸軍に従軍し、また叔父はこの戦争で14機を撃墜したエースであった。
14歳の時にボーイスカウトでイーグルスカウトを授与される。パサデナ・シティ・カレッジに2年間通い、その後朝鮮戦争の時に空軍に入隊。軍曹まで昇進し、航空輸送部門で飛行機のメカニックとフライト技術者として勤務した。

### 作家活動
軍を除隊後は、広告代理店で、コピーライター、続いてクリエイティブアドバイザーとして勤務。ラジオやテレビのコマーシャルのプロデュースも行い、カンヌライオンズ 国際クリエイティビティ・フェスティバルなどの受賞歴もある。
1965年に妻がカリフォルニア州の警察の夜間勤務に就き、子供を寝かせた後の時間で執筆活動を始めた。1973年に架空の組織国立海中海洋機関(NUMA)をの特殊任務官ダーク・ピットを主人公とする『海中密輸ルートを探れ』で作家デビュー。このデビュー作と第2作『氷山を狙え』は従来型の海洋スリラーだったが、3作目の『タイタニックを引き揚げろ』では、冒険と最先端技術、それに誇大妄想の悪役、失われた船、美女と宝物が絡んでくるという、ダーク・ピット・シリーズのパターンを生み出し、カッスラーの評価を確立した。その後、ニューヨーク・タイムズのフィクションのベストセラーリストに17作連続で掲載される。

### NUMA活動と晩年
1979年にダーク・ピットが所属するのと同じ名前の非営利組織NUMA(the National Underwater and Marine Agency)を設立し、60以上の難破船を発見し、この探索に関するノンフィクションを執筆した。
NUMAによる主な発見として下記がある。
- カルパチア : タイタニック号遭難において生存者の救助に最初に行った。1918年に沈没、1999年にカッスラーにより発見。
- マナサス :南北戦争時の南軍の装甲艦。
- メアリー・セレスト : 1885年に廃船となり、2001年にカッスラーにより発見。ただしこの真正性については疑問も呈されている。[11]
- ハンリー : 南北戦争で歴史上初めて敵艦を撃沈した潜水艦（ただし帰途行方不明）を1995年に発見[注釈 1]。

NUMAの活動についてはWebサイトに掲載されていたが、その後削除されている。
1996年に初めてのノンフィクション『沈んだ船を探り出せ』を刊行し、船舶海洋史の知識の普及の功績によりニューヨーク海事大学より博士号（海洋考古学）を授与された。2002年には海洋探検の功績に対して、アメリカ海軍記念財団より海軍遺産賞を受賞。またニューヨークの探検クラブ、ロンドンの王立地理学会、そしてアメリカ海洋学協会のメンバーだった。クラシックカーのアメリカ有数の蒐集家としても知られる。
カッスラーは1955年にバーバラ・ナイトと結婚、3人の子供がいた。バーバラは2003年に死去。娘のテリはコロラド州アーバダにカッスラー所有のクラシックカーを展示するカッスラー博物館を設立した。息子のダーク・カッスラーは、カッスラーの共著者として小説を執筆している。その後カッスラーはジャネット・ホルバートと結婚。
2020年2月24日にアリゾナ州スコッツデールの自宅にて死去したことがTwitterにて発表された。88歳没。
作品は40以上の言語、100以上の国で翻訳、刊行されている。 カッスラーのファンのひとりにトム・クランシーがいる。

## 作品
カッスラーの作品は、マイケル・クライトンなどの軍事的な要素を含まないテクノスリラーの一種と言える。そして「複雑に組みたてられた自由奔放なプロットだてと、共鳴し合う痛快な語り口の名人」と評されている。
代表作であるダーク・ピットシリーズを筆頭に、作中でダーク・ピットが加齢するに従い結婚や息子・娘の誕生により子息たちの活躍を描いたダーク・ピットシリーズ外伝のようなシリーズも展開している。また前述のハンリー発見の経緯を記したノンフィクションも書いている。

### ダーク・ピットシリーズ
邦訳第一作の『タイタニックを引き上げろ』は、原題""Raise the TITANIC!""を忠実に訳したものだが、以後の作品では原題の忠実な訳よりも、命令形の邦題をつけることを踏襲している。現在のところ、原題が命令文（に限らず文の形式）を取っているのはRaise the TITANIC!のみである。『タイタニック』のみ角川マガジンズから刊行され、のちに新潮文庫に入った。『黒海に消えた金塊』より扶桑社ミステリー刊。訳者は全作中山善之。『極東細菌』より共著者にダーク・カッスラーを迎えた。
- 『海中密輸ルートを探れ』THE MEDITERRANEAN CAPER, 1973年
- 『氷山を狙え』ICEBERG, 1975年
- 『タイタニックを引き揚げろ』Raise the TITANIC!, 1976年
  - ※1980年にイギリスで映画化された。⇒『レイズ・ザ・タイタニック』
- 『QD弾頭を回収せよ』VIXEN 03, 1978年
- 『マンハッタン特急を探せ』NIGHT PROBE！, 1981年
- 『スターバック号を奪回せよ』PACIFIC VORTEX, 1982年　⇒時系列でいう実際の第一作
- 『大統領誘拐の謎を追え(上下)』DEEP SIX, 1984年
- 『ラドラダの秘宝を探せ(上下)』CYCLOPS, 1986年
- 『古代ローマ船の航跡をたどれ(上下)』TREASURE, 1988年
- 『ドラゴンセンターを破壊せよ(上下)』DRAGON, 1990年
- 『死のサハラを脱出せよ(上下)』SAHARA, 1992年
  - ※2005年にアメリカで映画化された。 ⇒ 『サハラ−死の砂漠を脱出せよ−』 / マシュー・マコノヒー、ペネロペ・クルス出演。
- 『インカの黄金を追え(上下)』INCA GOLD, 1994年
- 『殺戮衝撃波を断て(上下)』SHOCK WAVE, 1996年
- 『暴虐の奔流を止めろ(上下)』FLOOD TIDE, 1997年
- 『アトランティスを発見せよ(上下)』ATLANTIS FOUND, 1999年
- 『マンハッタンを死守せよ(上下)』VALHALLA RISING, 2001年
- 『オデッセイの脅威を暴け(上下)』TROJAN ODYSSEY, 2003年
- 『極東細菌テロを爆砕せよ（上下）』BLACK WIND, 2004年（ダーク・カッスラーと共著）
- 『ハーンの秘宝を奪取せよ（上下）』TREASURE OF KHAN, 2008年（同上）
- 『北極海レアメタルを死守せよ（上下）』ARCTIC DRIFT, 2008年（同上）
- 『神の積荷を守れ（上下）』CRESCENT DAWN, 2010年（同上）
- 『ステルス潜水艦を奪還せよ（上下）』POSEIDON'S ARROW, 2012年（同上）
- 『カリブ深海の陰謀を阻止せよ（上下）』HAVANA STORM, 2014年（同上）
- 『黒海に消えた金塊を奪取せよ（上下）』ODESSA SEA, 2016年（同上）
- 『ケルト帝国の秘薬を追え（上下）』 Celtic Empire, 2019年（同上）
- 『悪魔の荒波を越えよ（上下）』The Devil's Sea, 2021年（ダーク・カッスラーと共著）

### NUMAファイル(カート・オースチン)シリーズ
NUMAの特命部門リーダーのカート・オースティンの活躍を描く。ダーク・ピットシリーズと共通の登場人物もおり、ビットもいくつかの作品で登場する。
邦訳は新潮文庫刊。ポール・ケンプレコス共著。『コロンブス』のみ中山訳で残りは全作土屋晃訳。『粒子エネルギー』より扶桑社ミステリー刊。
- 『コロンブスの呪縛を解け(上下)』SERPENT, 2000年（ポール・ケンプレコス共著）
- 『白き女神を救え』BLUE GOLD, 2003年（同上）
- 『ロマノフの幻を追え(上下)』FIRE ICE, 2004年（同上）
- 『オケアノスの野望を砕け（上下）』WHITE DEATH, 2006年（同上）
- 『失われた深海都市に迫れ（上下）』LOST CITY, 2004年（同上）
- 『運命の地軸反転を阻止せよ（上下）』Polar Shift, 2005年（同上）
- 『フェニキアの至宝を奪え(上下)』The Navigator, 2007年（同上）
- 『パンデミックを阻止せよ』Medusa, 2009年（同上）
- 『粒子エネルギー兵器を破壊せよ（上下)』Devil's Gate, 2011年（グラハム・ブラウン共著）
- 『気象兵器の嵐を打ち払え（上下）』The Storm, 2012年（同上）
- 『テスラの超兵器を粉砕せよ（上下）』Zero Hour, 2013年（同上）
- Ghost Ship, 2014年（同上）
- The Pharaoh's Secret, 2015年（同上）
- Nighthawk, 2017年（同上）
- The Rising Sea, 2018年Mar（同上）
- Sea of Greed, 2018年Nov（同上）
- Journey of the Pharaohs, 2020年（同上）
- Fast Ice, 2021年（同上）

### オレゴンファイル(ファン・カブリーヨ)シリーズ
ダーク・ピットシリーズの『暴虐の奔流を止めろ』に登場した、古い貨物船に偽装したハイテク船オレゴンが、CIAなどの依頼を受けて犯罪やテロの防止のために活躍する。
邦訳はソフトバンク文庫刊、黒原敏行訳。『戦慄のウイルス・テロ』より伏見威蕃訳。『謀略のステルス艇』より扶桑社ミステリー刊。
- GOLDEN BUDDHA, 2003年（クレイグ・ダーゴ共著）
- SACRED STONE, 2004年（同上）
- 『日本海の海賊を撃滅せよ!(上下)』DARK WATCH, 2005年（ジャック・ダブラル共著）
- 『遭難船のダイヤを追え!(上下)』SKELETON COAST, 2006年（同上）
- 『戦慄のウイルス・テロを阻止せよ!(上下)』Plague Ship, 2008年（同上）
- 『エルサレムの秘宝を発見せよ！(上下)』Corsair, 2009年（同上）
- 『南極の中国艦を破壊せよ!(上下)』The Silent Sea, 2010年（同上）
- 『絶境の秘密寺院に急行せよ!(上下)』The Jungle, 2011年（同上）
- 『謀略のステルス艇を追撃せよ!(上下)』Mirage, 2013年（同上）
- 『水中襲撃ドローン〈ピラニア〉を追え！（上下）』Piranha, 2015年（ボイド・モリソン共著）
- 『ハイテク艤装船の陰謀を叩け！（上下）』The Emperor's Revenge, 2016年（同上）
- 『戦慄の魔薬<タイフーン>を掃滅せよ!（上下）』Typhoon Fury, 2017年（同上）
- 『秘密結社の野望を阻止せよ！（上下）』Shadow Tyrants, 2018年（同上）
- Final Option, 2019年（同上）
- Marauder, 2021年（同上）

### アイザック・ベル シリーズ
主に20世紀初期を舞台に、ピンカートン探偵社をモデルにした、ヴァンドーン探偵事務所の調査員アイザック・ベルの活躍を描く。アイザック・ベルは自動車好きで射撃の名手でもある。
『大破壊』よりジャスティン・スコット共著。邦訳は扶桑社ミステリー刊、土屋晃訳。
- 『大追跡(上下)』The Chase, 2007年
- 『大破壊(上下)』The Wrecker, 2009年（ジャスティン・スコット共著）
- 『大諜報(上下)』The Spy, 2010年（同上）
- The Race, 2011年（同上）
- The Thief, 2012年（同上）
- The Striker, 2013年（同上）
- The Bootlegger, 2014年（同上）
- The Assassin, 2015年（同上）
- The Gangster, 2016年（同上）
- The Cutthroat, 2017年（同上）
- The Titanic Secret,2019年（ジャック・ダブラル共著）
- The Saboteurs, 2021年（同上）

### ファーゴ・アドベンチャー・シリーズ
プロのトレジャーハンターであるファーゴ夫妻の、古代遺跡などを舞台にした活躍を描く。
邦訳はソフトバンク文庫刊、棚橋志行訳。『マヤの古代都市』から扶桑社ミステリー。
- 『スパルタの黄金を探せ!(上下)』Spartan Gold, 2008年（グラント・ブラックウッド共著）
- 『アステカの秘密を暴け!(上下)』Lost Empire, 2010年（同上）
- 『ヒマラヤの黄金人を追え!(上下)』The Kingdom, 2011年（同上）
- 『蛮族王アッティラの秘宝を探せ!(上下)』The Tombs, 2012年（トマス・ペリー共著）
- 『マヤの古代都市を探せ！（上下）』The Mayan Secrets, 2013年（同上）
- 『トルテカ神の聖宝を発見せよ！（上下）』The Eye of Heaven, 2014年（ラッセル・ブレイク共著）
- 『ソロモン海底都市の呪いを解け!（上下）』The Solomon Curse, 2015年（同上）
- 『英国王の暗号円盤を解読せよ (上下）』Pirate, 2016年（ロビン・バーセル共著）
- 『ロマノフ王朝の秘宝を奪え!（上下）』The Romanov Ransom, 2017年（同上）
- 『幻の名車グレイゴーストを奪還せよ!（上下）』The Gray Ghost, 2018年（同上）
- 『ヴァンダル王国の神託を解き明かせ!（上下）』The Oracle, 2019年（同上）
- Wrath of Poseidon, 2020年（同上）
- ロビン・バーセル著 The Serpent's Eye, 2022年

### 子供向け
- The Adventures of Vin Fiz, 2006年
- The Adventures of Hotsy Totsy, 2010年

### ノンフィクション
- 沈んだ船を探り出せ SEA HUNTER, 1997年（クレイグ・ダーゴ共著）
- Clive Cussler and Dirk Pitt Revealed, 1998年
- 呪われた海底に迫れ(上下) THE SEA HUNTERS II, 2003年（クレイグ・ダーゴ共著）
- Built for Adventure: The Classic Automobiles of Clive Cussler and Dirk Pitt , 2011年
- Built to Thrill: More Classic Automobiles from Clive Cussler and Dirk Pitt, 2019年

### 翻訳
邦訳は、1977年の『タイタニックを引き揚げろ』(パシフィカ)が早い。
新潮文庫は
- 『QD弾頭を回収せよ』(1980)
- 『タイタニックを引き揚げろ』(1981)
- 『マンハッタン特急を探せ』(1982,1)
- 『氷山を狙え』(1982,6)
- 『海中密輸ルートを探れ』(1983)

の順で刊行されており、『マンハッタン特急を探せ』以降は原書の順番とほぼ重なってはいる。ただし、正確な書下ろし順で言えば『スターバック号を奪回せよ』がダーク・ピットシリーズとしての第一作であり、『海中密輸ルートを探れ』以前に書かれている。出版は『大統領誘拐の謎を追え』の次の昭和62年で、copyrightの記載も1982年となっている（日本で最初に出版された『タイタニックを引き揚げろ』のcopyrightは1976年）。前書きの部分にクライブ・カッスラーが自ら記しているが、彼としてはエリアが限定的だしプロットもほかに比べ単純であることから、出版自体に否定的だったようである。曰く、「この作品は数時間のエンターティメント、それに、ある種の時代的な産物とお考えいただければ結構である。（中山善之訳）」とあり、また友人・家族、読者やファンに勧められて出版することにしたと経緯が記されている。
『海中密輸ルートを探れ』で出てくる「ハワイの近海で喪った女」であるとか「デルフィ事件」という話の源が『スターバック号を奪回せよ』で分かるわけである。したがって、出版順ではなく、厳密に話の展開順に読むのであれば、
- 『スターバック号を奪回せよ』
- 『海中密輸ルートを探れ』
- 『氷山を狙え』
- 『タイタニックを引き揚げろ』
- 『QD弾を回収せよ』
- 『マンハッタン特急を探せ』（以下新潮文庫の出版順）

となる。ただし、現在はほとんどが絶版である。

## 原作作品
- 最初の映画化作品は『タイタニックを引き揚げろ』を原作とした『レイズ・ザ・タイタニック』(1980年)で、ダーク・ピット役をリチャード・ジョーダンが演じた。カッスラーはこの『レイズ・ザ・タイタニック』の出来が悪かったため、契約済みのハリウッドとの映画化権利をすべて回収してしまった。その後2001年に作品11作分の映画化を契約した。[13]
- 2005年にはダークピットシリーズの『死のサハラを脱出せよ』を原作とする『サハラ 死の砂漠を脱出せよ』がパラマウントにより映画化、ダーク・ピット役はマシュー・マコノヒー。総制作費2億4100万ドル、利益は1億2200万ドルとなった。